# Dérivation itérée
En mathématiques, le concept de dérivation itérée étend le concept de dérivée en le répétant plusieurs fois.

## Définition
Soit {\displaystyle f} une fonction de {\displaystyle \mathbb {R} } vers {\displaystyle \mathbb {R} } définie sur un intervalle {\displaystyle I\subset \mathbb {R} } (non vide et non réduit à un point). On s'intéresse dans cet article aux dérivées successives de cette fonction.

### Dérivée première sur un intervalle
Lorsque la dérivée {\displaystyle f'(x)} existe pour tout {\displaystyle x\in I}, on dit que {\displaystyle f} est « dérivable sur {\displaystyle I} ».
On définit dans ce cas la fonction {\displaystyle f'} :
{\displaystyle I\to \mathbb {R} ,\ x\mapsto f'(x)}.
Cette fonction {\displaystyle f'} s'appelle la « fonction dérivée de {\displaystyle f} sur {\displaystyle I} » ou « fonction dérivée première de {\displaystyle f} sur {\displaystyle I} » et se note également {\displaystyle f^{(1)}}.

### Dérivée seconde sur un intervalle
Lorsque {\displaystyle f} est dérivable sur {\displaystyle I} et que la fonction {\displaystyle f'} est elle-même dérivable sur {\displaystyle I}, sa fonction dérivée sur {\displaystyle I}, {\displaystyle (f')'}, s'appelle la fonction « dérivée seconde de {\displaystyle f} sur {\displaystyle I} » et se note {\displaystyle f''} ou {\displaystyle f^{(2)}}. On dit alors que {\displaystyle f} est « dérivable deux fois sur {\displaystyle I} ».

### Dérivéen-ième sur un intervalle
On définit (sous réserve d'existence) les « dérivées successives de {\displaystyle f} sur {\displaystyle I} » par l'initialisation {\displaystyle f^{(0)}=f} et la formule de récurrence
{\displaystyle \forall n\in \mathbb {N} \quad f^{(n+1)}={\bigl (}\,f^{(n)}\,{\bigr )}'.}
Pour tout entier naturel n, la fonction {\displaystyle f^{(n)}} est appelée fonction « dérivée n-ième (ou d'ordre n) de {\displaystyle f} sur {\displaystyle I} ».
Lorsque {\displaystyle f^{(n)}} existe, on dit que {\displaystyle f} est « dérivable n fois sur {\displaystyle I} ». Dans ce cas, toutes les dérivées successives de {\displaystyle f} d'ordre strictement inférieur à n sont continues sur {\displaystyle I}, puisqu'elles y sont dérivables ; mais {\displaystyle f^{(n)}} n'est pas nécessairement continue sur {\displaystyle I} : c'est ce qui motive la définition, donnée ci-dessous, des fonctions de classe Cn.

## Classe Cn
Soit {\displaystyle n} un entier naturel non nul. On dit que la fonction {\displaystyle f} est de classe {\displaystyle \mathrm {C} ^{n}} (ou {\displaystyle n} fois continûment dérivable) sur {\displaystyle I} si elle est {\displaystyle n} fois dérivable sur {\displaystyle I} et si la fonction {\displaystyle f^{(n)}} est continue sur {\displaystyle I}.
Conformément à la convention indiquée supra, la fonction {\displaystyle f} est dite de classe {\displaystyle \mathrm {C} ^{0}} sur {\displaystyle I} si elle est continue sur {\displaystyle I}.
Si on note de manière abusive {\displaystyle \mathrm {C} ^{n}} l'ensemble des fonctions de classe {\displaystyle \mathrm {C} ^{n}} sur {\displaystyle I}, on remarque que les {\displaystyle \mathrm {C} ^{n}} sont des ensembles emboîtés.
La fonction {\displaystyle f} est dite de classe {\displaystyle \mathrm {C} ^{\infty }} (ou indéfiniment dérivable) sur {\displaystyle I} si, pour tout {\displaystyle n\in \mathbb {N} ^{\star }}, {\displaystyle f} est de classe {\displaystyle \mathrm {C} ^{n}} sur {\displaystyle I}. En fait :
{\displaystyle \mathrm {C} ^{\infty }=\bigcap _{n>0}\mathrm {C} ^{n}.}

## Dérivée d'ordre non entier
Toutes les définitions données ci-dessus se rapportent à une dérivation à un ordre {\displaystyle n} entier. Il peut être intéressant d'étudier le cas des dérivations à des ordres non entiers. Ceci fait l'objet d'une discipline appelée l'analyse fractionnaire et trouve de nombreuses applications dans certains domaines de la physique faisant intervenir des phénomènes de diffusion comme l'acoustique, la thermodynamique ou l'électromagnétisme.

## Formule de Leibniz
Le produit de deux fonctions d'une variable réelle {\displaystyle f} et {\displaystyle g} définies et dérivables jusqu'à l'ordre {\displaystyle n} sur un intervalle {\displaystyle I} est dérivable jusqu'à l'ordre {\displaystyle n}. La formule de Leibniz fournit sa dérivée d'ordre {\displaystyle n} donnée par :
{\displaystyle (fg)^{(n)}=\sum _{k=0}^{n}{\binom {n}{k}}\ f^{(k)}\ g^{(n-k)}}
où les nombres entiers {\displaystyle {\tbinom {n}{k}}} sont les coefficients binomiaux.

## Formule de Faà di Bruno
La composée {\displaystyle f\circ g:x\mapsto f(g(x))} de deux fonctions {\displaystyle f} et {\displaystyle g} respectivement définies et dérivables jusqu'à l'ordre {\displaystyle n} sur un intervalle {\displaystyle I} pour g et g(I) pour f est dérivable jusqu'à l'ordre {\displaystyle n} sur I; la formule de Faà di Bruno fournit sa dérivée d'ordre {\displaystyle n} donnée par :
{\displaystyle {d^{n} \over dx^{n}}f(g(x))=\sum {\frac {n!}{m_{1}!\,1!^{m_{1}}\,m_{2}!\,2!^{m_{2}}\,\cdots \,m_{n}!\,n!^{m_{n}}}}f^{(m_{1}+\cdots +m_{n})}(g(x))\prod _{j=1}^{n}\left(g^{(j)}(x)\right)^{m_{j}},}
où la somme parcourt tous les n-uples (m1, ..., mn) vérifiant la contrainte  :{\displaystyle 1m_{1}+2m_{2}+3m_{3}+\cdots +nm_{n}=n.\,}